# Кобзари (Донецкая область)
Кобзари (укр. Кобзарі) — посёлок в Амвросиевском районе Донецкой области Украины. Находится под контролем самопровозглашённой Донецкой Народной Республики.

## География

#### Соседние населённые пункты по странам света
С: —
СЗ: Грузско-Зорянское
СВ: Зелёное, Садовое, Фёдоровка
З:  Грузско-Ломоватка
В: Придорожное (примыкает), город Иловайск, Третяки, Виноградное
ЮЗ: город Моспино
ЮВ: Полтавское
Ю: Грабское

## Население
Население по переписи 2001 года составляло 61 человек.

## Общая информация
Почтовый индекс — 87311. Телефонный код — 6259. Код КОАТУУ — 1420685406.

## Местный совет
87311, Донецкая область, Амвросиевский район, с. Многополье, ул.Школьная, 4; тел. 37-5-13.